# Lambro (Kampanien)
Der Lambro  ist ein Fluss in Südwestitalien. Er verläuft zumeist im Nationalpark Cilento und Vallo di Diano. Die am Fluss liegenden Gemeinden haben sich zur Comunità Montana Zona del Lambro e del Mingardo zusammengeschlossen.

## Geografie
Die Quelle des Lambro entspringt am Monte Scanno d'Aniello  in der Nähe von Montano Antilia in der Provinz Salerno (Kampanien). Im weiteren Verlauf fließt er vorbei an Futani in südlicher Richtung. Der weitere Verlauf ist in einem engen Tal, bis er bei Palinuro in das Tyrrhenische Meer fließt.

## Hydrologie
Das Wasser des Lambro kommt hauptsächlich aus der Quelle und kleineren Zuläufen.